# Hovedret
En hovedret er den største og mest mættende madret i et frokost- eller middagsmåltid, der består af mere end én ret.
Især ved festlige anledninger serveres en treretters menu[kilde mangler] bestående af forret (hors d'œuvre, antipasto), hovedret og efterret (dessert). Mere end tre retter er en sjældenhed.[kilde mangler] Ved to retter kan det være forret og hovedret eller hovedret og efterret.
Er der kun én ret, kaldes det ikke en hovedret; men det kan være et hovedmåltid. Der kan også være tale om et mellemmåltid, en snack.